# Авария в энергосистеме США и Канады (1965)

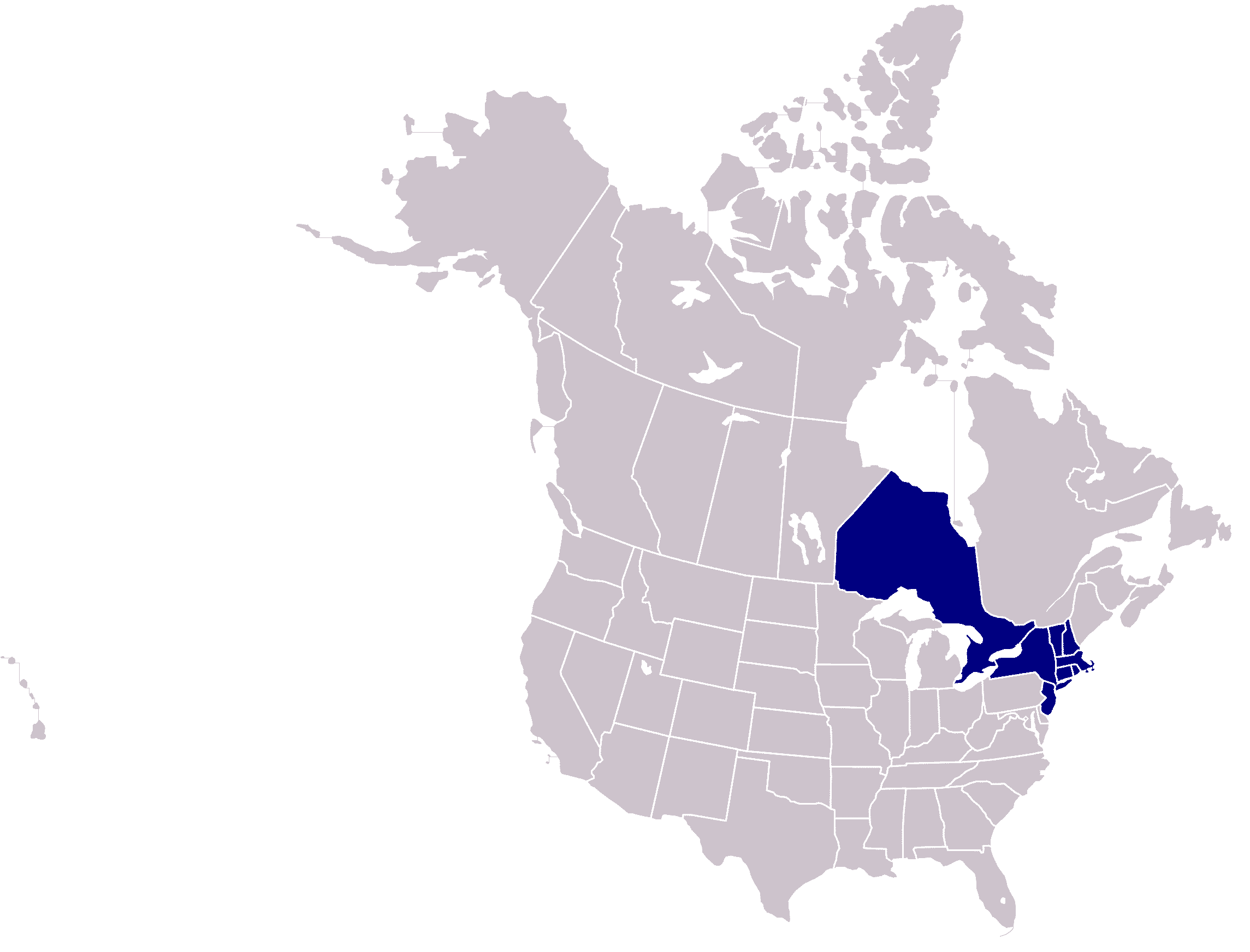
Штаты и провинции, оставшиеся без электричества

Авария в энергосистеме в США (1965) — серьёзные перебои в поставках электроэнергии 9 ноября 1965 года в США.
В 17:16 в Онтарио близ границы со штатом Нью-Йорк вышла из строя линия электропередачи Ниагарского энергоузла, и через 4 секунды от перегрузки отключились ещё пять линий. Электрический генератор Ниагарского энергетического узла был автоматически отключен.
Единая энергетическая система северо-востока США распалась. Образовались отдельные участки потребителей электроэнергии, запитанные от местных электростанций. Большинство из них в течение 5 минут вышли из строя из-за возникшего дисбаланса между потреблением электроэнергии и производством и невозможности оперативно перераспределить её.
Около 25 млн человек на площади примерно 207 000 км² остались без электроэнергии на срок до 12 часов, в семи штатах США (штаты Новой Англии, Нью-Джерси, Нью-Йорк и Пенсильвания) и двух провинциях Канады.